# Chémeré-le-Roi
Chémeré-le-Roi é uma comuna francesa na região administrativa do País do Loire, no departamento de Mayenne. Estende-se por uma área de 15.18 km². Em 2010 a comuna tinha 409 habitantes (densidade: 26,9 hab./km²).